# Einzel bei Wulmersreuth
Einzel bei Wulmersreuth ist ein Gemeindeteil der Gemeinde Weißdorf im Landkreis Hof (Oberfranken, Bayern). Der Ort liegt in der Gemarkung Weißdorf.

## Geographie
Die Einöde liegt auf freier Flur an der Bundesstraße 289, die an Wulmersreuth vorbei nach Münchberg (3 km westlich) bzw. nach Weißdorf verläuft (1,3 km östlich).

## Geschichte
Einzel bei Wulmersreuth wurde ursprünglich Eiben genannt. Es gehörte zur Realgemeinde Weißdorf. Gegen Ende des 18. Jahrhunderts bestand der Ort aus zwei Anwesen. Die Hochgerichtsbarkeit stand dem bayreuthischen Stadtrichteramt Münchberg zu. Das vogtländische Rittergut Weißdorf war Grundherr der beiden Häuser.
Von 1797 bis 1810 unterstand Eiben dem Justiz- und Kammeramt Münchberg. Infolge des Ersten Gemeindeedikts wurde Eiben dem 1812 gebildeten Steuerdistrikt Weißdorf und der zugleich entstandenen Ruralgemeinde Weißdorf zugewiesen. In den Positionsblättern, die um 1860 entstanden sind, wurde das Anwesen „Köhlers Einöde“ genannt, 1877 erstmals „Einzel (bei Wulmersreuth)“. Als Gemeindeteil wurde das Anwesen 1869 erstmals gewertet.

### Einwohnerentwicklung
| Jahr      | 1812  | 1871  | 1885   | 1900   | 1925   | 1950   | 1961   | 1970   | 1987  |
| Einwohner | *     | 8     | 6      | 5      | 4      | 19     | 13     | 14     | 1     |
| Häuser    | *     |       | 1      | 1      | 1      | 2      | 2      |        | 1     |
| Quelle    | [ 6 ] | [ 9 ] | [ 12 ] | [ 13 ] | [ 14 ] | [ 15 ] | [ 16 ] | [ 17 ] | [ 1 ] |

## Religion
Einzel bei Wulmersreuth ist bis heute nach St. Maria (Weißdorf) gepfarrt und evangelisch-lutherisch geprägt.